# HMS Cornwall (1926)
HMS Cornwall (56) – brytyjski ciężki krążownik typu County, podklasa Kent. Zbudowany w stoczni Devonport Dockyard w Plymouth. Stępkę położono 9 października 1924, zwodowany 11 marca 1926, wszedł do służby 8 maja 1928.

## Służba
Po ukończeniu w 1928 okręt został przydzielony do China Station. W 1936 zakończył swój przydział tam i odpłynął do Wielkiej Brytanii. W kolejnym roku przeszedł remont. W 1938 po zakończeniu remontu dołączył do 2 Eskadry Krążowników (ang. 2nd Cruiser Squadron). W 1939 kolejny raz został przydzielony do China Station, gdzie dołączył do 5 Eskadry Krążowników (ang. 5th Cruiser Squadron).
8 maja 1941 HMS „Cornwall” zatopił na Oceanie Indyjskim niemieckiego rajdera HSK Pinguin.
HMS „Cornwall” został zatopiony 5 kwietnia 1942 r. W wyniku nalotu japońskich samolotów pokładowych z lotniskowców admirała Chūichi Nagumo odbywających właśnie rajd na Ocean Indyjski, w ciągu 12 minut przez dziewięć bomb, które trafiły w okręt, oraz sześć które spadło w pobliżu. Cała maszynownia i kotłownia została wyłączona z akcji w ciągu kilku minut. Na skutek tego zabrakło prądu dla pomp i urządzeń przeciwpożarowych. Także HMS „Dorsetshire” został zatopiony w tym starciu. 1120 członków załogi obu jednostek zostało uratowanych przez lekki krążownik „Enterprise” oraz niszczyciele „Paladin” i „Panther”.

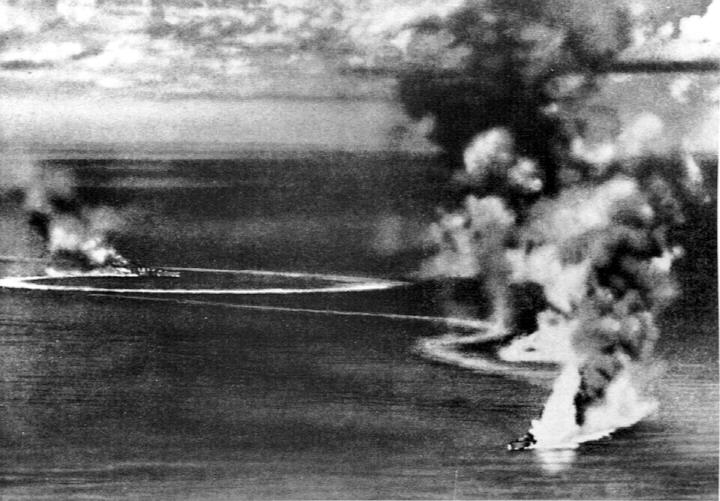
HMS „Cornwall” oraz HMS „Dorsetshire” podczas ataku japońskich bombowców na Oceanie Indyjskim w dniu 5 kwietnia 1942 roku